# Julian von Krynicki
Julian von Krynicki (Zhovtantsi, 15 marzo 1829 – Zovtanci, 1907) è stato un generale austriaco.

## Biografia
Julian von Krynicki nacque a Zhovtantsi, cittadina situata nei pressi di Leopoli, figlio di un sacerdote di rito greco-cattolico. Si arruolò nell'esercito imperiale austriaco laureandosi successivamente presso la facoltà di ingegneria dell'università di Cracovia. Ufficiale del genio militare, nel 1852 fu sottotenente presso la guarnigione di Olmütz, nel 1856 a Cracovia e nel 1859 distaccato presso il quartier generale dello stato maggiore dell'esercito a Leopoli.
Nel 1866 a seguito dello scoppio della terza guerra di indipendenza, il maggiore von Krynicki combatté in Italia. Comandò una colonna d'attacco dell'8ª Divisione del generale Franz Kuhn von Kuhnenfeld operante nel Trentino contro il Corpo Volontari Italiani di Giuseppe Garibaldi. Il 21 luglio,   nel corso della battaglia di Bezzecca,  costituì  con le sue truppe l'ala destra della colonna d'attacco del generale Bruno von Montluisant: aggredì le truppe garibaldine scacciandole dal villaggio di Bezzecca spingendo l'offensiva fino alle Fornaci del rio Sacher verso Tiarno di Sotto, ove lo stesso Garibaldi fu bersagliato dai suoi uomini. Respinto dall'artiglieria del maggiore Orazio Dogliotti e dalla carica del 9º Reggimento di Menotti Garibaldi, Krynicki fu costretto a ripiegare nella Valle di Concei. Per meriti di guerra fu insignito della croce al valor militare.
Distaccato presso il Corpo d'armata a Vienna, nel 1871 fu promosso al grado di tenente colonnello presso il 15º Reggimento fanteria "Arciduca Adolfo Nassau" a Tarnopol. Dal 1873 al 1876 fu nominato capo di stato maggiore del Comando militare di Leopoli.
Tra il 26 febbraio 1876 e il 7 marzo del 1878 ricoprì la carica di colonnello comandante del 30º Reggimento fanteria "Nugent" stanziato in 
Galizia. Nominato maggiore generale, nel 1878 fu comandante della 37ª Brigata fanteria in Plzeň.
Posto in congedo nel 1883, morì nel 1907 a Zovtanci.